# Boyhood
Pour plus de détails, voir Fiche technique et Distribution.
Boyhood ou Jeunesse au Québec et au Nouveau-Brunswick est un film américain écrit et réalisé par Richard Linklater, sorti en 2014. Il a été filmé par intermittence sur une période de douze ans ; le tournage a débuté au cours de l'été 2002 à Houston (Texas) pour se terminer en octobre 2013, le tout avec les mêmes acteurs. Il raconte l'enfance puis l'adolescence d'un jeune garçon élevé par ses parents divorcés.
Présenté pour la première fois au festival du film de Sundance 2014, il remporte l'Ours d'argent du meilleur réalisateur au festival international de Berlin 2014. Au cours de sa présentation au festival international du film de Saint-Sébastien 2014, il remporte le grand prix de la FIPRESCI du meilleur film de l'année. Il remporte également le Golden Globe du meilleur film dramatique en 2015.

## Synopsis
Depuis le départ de leur père (Ethan Hawke) en Alaska, Mason (Ellar Coltrane) et sa grande sœur Samantha (Lorelei Linklater), vivent seuls avec leur mère (Patricia Arquette). De l'enfance à l'âge adulte, les enfants sont ballottés entre une mère volontaire, responsable, et un père moins raisonnable et plus décontracté, d'une ville du Texas à l'autre, d'un beau-père à l'autre.

## Fiche technique
- Titre original : Boyhood
- Titre québécois : Jeunesse
- Réalisation : Richard Linklater
- Scénario : Richard Linklater
- Direction artistique : Rodney Becker
- Costumes : Kari Perkins
- Photographie : Lee Daniel
- Montage : Sandra Adair
- Production : Cathleen Sutherland et Anne Walker-McBay
- Société(s) de production : Detour Filmproduction
- Société(s) de distribution : IFC Films (États-Unis) ; Diaphana Distribution (France)
- Pays de production : États-Unis
- Langue originale : anglais
- Format : couleur
- Genre : drame
- Durée : 166 minutes
- Dates de sortie :
  - États-Unis : 19 janvier 2014 (Festival du film de Sundance 2014) ; 11 juillet 2014 (sortie nationale)
  - France : 23 juillet 2014

## Distribution
- Ellar Coltrane (VF : Damien Le Délézir) : Mason Jr.
- Patricia Arquette (VF : Aziliz Bourgès) : Olivia
- Ethan Hawke (VF : Jean-Pierre Michaël) : Mason Sr.
- Elijah Smith : Tommy
- Lorelei Linklater (VF : Rose-Hélène Michon) : Samantha
- Zoe Graham (VF : Mélanie Malhère) : Sheena
- Marco Perella (VF : Bernard Bollet) : le professeur Bill
- Libby Villari (VF : Geneviève Le Meur) : la grand-mère
- Tamara Jolaine : Tammy
- Nick Krause : Charlie
- Jenni Tooley (VF : Fabienne Rocaboy) : Annie
- Richard Andrew Jones (VF : Jean Barrier) : le grand-père
- Brad Hawkins (VF : Tony Foricheur) : Jim
- Barbara Chisholm (VF : Katia Lutzkanoff) : Carol
- Maximilian McNamara (VF : Tangi Simon) : Dalton
- Tom McTigue (VF : Tangi Daniel) : M. Tirlington
- Virginia Allee (VF : Valérie Forestier) : la patronne du restaurant
- Gordon Friday (VF : Philippe Robert) : le prêtre
- Natalie Wilemon : une étudiante

Source et légende : version française (VF) selon le carton du doublage français sur le DVD zone 2.
L'adaptation a été réalisée par Thibault Longuet.

## Production

### Attribution des rôles
Linklater engage le jeune acteur Ellar Coltrane, âgé de sept ans en 2002, pour jouer le personnage principal de son film, rôle qu'il continuera à endosser pendant les douze ans du tournage.
L'acteur Ethan Hawke a déjà travaillé avec Linklater sur la trilogie Before (Before Sunrise, Before Sunset, Before Midnight), tournée entre 1995 et 2012, sur une période de dix-huit ans, avec neuf ans d'écart entre chaque film. Il explique à propos du film qu'il « a une portée Tolstoï-esque. Je pensais que la série Before était la chose la plus unique à laquelle j'aurais pris part, mais Rick m'a engagé dans quelque chose d'encore plus étrange. Je tourne une scène avec un gamin de sept ans qui demande pourquoi les ratons-laveurs meurent, puis à douze ans, il parle de jeux vidéo, et à dix-sept ans, il me questionne à propos des filles. De la part du même acteur – tout en regardant sa voix et son corps évoluer –, c'est un peu comme une succession de photographies de l'être humain. »

### Tournage
Pendant l'été 2002, le réalisateur et scénariste Richard Linklater annonce qu'il commence le tournage d'un film sans titre dans sa ville d'origine, Austin (Texas). Il explique qu'il a longtemps voulu raconter l'histoire d'une relation parent-enfant qui suit l'enfant sur une longue période, de son enfance à son entrée à l'université. Les enfants changent tellement qu'il est impossible de couvrir intégralement cette époque. 

## Accueil
Avant sa sortie en salles, le film est d'emblée extrêmement bien accueilli par la critique après avoir été projeté dans plusieurs festivals, dont Berlin, Sundance et SXSW. L'agrégateur de critiques Rotten Tomatoes affiche le score de 98 % de critiques positives, avec une moyenne de 9,3/10 pour plus de cent critiques, ce qui lui vaut le label « Certified Fresh » et le consensus suivant : « Épique dans sa dimension technique et intime à en couper le souffle d'un point de vue narratif, Boyhood est en fait une vaste étude de la condition humaine »,. Metacritic lui donne la note de 100 sur 100 d'après 49 critiques.
The Guardian écrit que le film est « purement ravissant, un drame minutieux sur le passage à l'âge adulte d'un jeune garçon, alors que nous voyons le petit Ellar Coltrane grandir à l'écran. La maîtrise de Linklater tourne chaque intervalle en une petite épiphanie. Il réussit à faire apparaître une désinvolte étude de la vie. » Plusieurs critiques le considèrent comme l'un des meilleurs films de l'année 2014 et l'un des grands films de la décennie.
En France, le site Allociné recense une moyenne des critiques presse de 4/5, et des critiques spectateurs à 4,2/5.

## Distinctions

### Sélections
- Festival du film de Sundance 2014 : sélection « Premieres »
- Festival du film de Sydney 2014

### Récompenses
- Festival international du film de Berlin 2014 :
  - Ours d'argent du meilleur réalisateur pour Richard Linklater
  - Reader Jury of the Berliner Morgenpost
  - Prize of the Guild of German Art House Cinemas
- Festival international du film de Melbourne 2014 : People's Choice Award du meilleur film (1re place)
- Festival international du film de Saint-Sébastien 2014 : Grand prix de la FIPRESCI[8]
- Festival international du film de San Francisco 2014 : Founder’s Directing Award pour Richard Linklater
- Festival international du film de Seattle 2014 :
  - Golden Space Needle du meilleur film
  - Meilleur réalisateur pour Richard Linklater
  - Meilleure actrice pour Patricia Arquette
- South by Southwest 2014 :
  - Louis Black Lone Star Award
  - Special Jury Recognition

- American Film Institute Awards 2014 : top 10 des meilleurs films de l'année
- Boston Society of Film Critics Awards 2014 :
  - Meilleur film
  - Meilleur réalisateur pour Richard Linklater
  - Meilleure distribution
  - Meilleur scénario pour Richard Linklater (ex æquo avec Alejandro González Iñárritu pour Birdman)
  - Meilleur montage pour Sandra Adair
- British Independent Film Awards 2014 : meilleur film indépendant international
- Chicago Film Critics Association Awards 2014 :
  - Meilleur film
  - Meilleur réalisateur pour Richard Linklater
  - Meilleure actrice pour Patricia Arquette
- Dallas-Fort Worth Film Critics Association Awards 2014 : meilleure actrice dans un second rôle pour Patricia Arquette
- Detroit Film Critics Society Awards 2014 :
  - Meilleur film
  - Meilleur réalisateur
  - Meilleure actrice dans un second rôle pour Patricia Arquette
  - Meilleur scénario pour Richard Linklater
- Gotham Awards 2014 : Audience Award
- Indiana Film Journalists Association Awards 2014 : 
  - Meilleur film
  - Meilleur réalisateur
- Kansas City Film Critics Circle Awards 2014 : 
  - Meilleur réalisateur
  - Meilleure actrice dans un second rôle pour Patricia Arquette
- Los Angeles Film Critics Association Awards 2014 :
  - Meilleur film
  - Meilleur réalisateur pour Richard Linklater
  - Meilleure actrice pour Patricia Arquette
  - Meilleur montage pour Sandra Adair
- National Board of Review Awards 2014 : top 2014 des meilleurs films
- New York Film Critics Circle Awards 2014 :
  - Meilleur film
  - Meilleur réalisateur pour Richard Linklater
  - Meilleure actrice dans un second rôle pour Patricia Arquette
- New York Film Critics Online Awards 2014 :
  - Meilleur film
  - Meilleur réalisateur pour Richard Linklater
  - Meilleure actrice dans un second rôle pour Patricia Arquette
- Online Film Critics Society Awards 2014 :
  - Meilleur réalisateur pour Richard Linklater
  - Meilleure actrice dans un second rôle pour Patricia Arquette
- Phoenix Film Critics Society Awards 2014 :
  - Meilleur réalisateur
- St. Louis Film Critics Association Awards 2014 :
  - Meilleur film
  - Meilleure actrice dans un second rôle pour Patricia Arquette
- Toronto Film Critics Association Awards 2014 :
  - Meilleur film
  - Meilleur réalisateur pour Richard Linklater
  - Meilleure actrice dans un second rôle pour Patricia Arquette
- Washington D.C. Area Film Critics Association Awards 2014 :
  - Meilleur film
  - Meilleur réalisateur pour Richard Linklater
  - Meilleure actrice dans un second rôle pour Patricia Arquette
  - Meilleur espoir pour Ellar Coltrane
- British Academy Film Awards 2015 :
  - Meilleur film
  - Meilleur réalisateur pour Richard Linklater
  - Meilleure actrice dans un second rôle pour Patricia Arquette
- Critics' Choice Movie Awards 2015 :
  - Meilleur film
  - Meilleur réalisateur pour Richard Linklater
  - Meilleure actrice dans un second rôle pour Patricia Arquette
  - Meilleur espoir pour Ellar Coltrane
- Golden Globes 2015 :
  - Meilleur film dramatique
  - Meilleur réalisateur pour Richard Linklater
  - Meilleure actrice dans un second rôle pour Patricia Arquette
- Oscars du cinéma 2015 :
  - Meilleure actrice dans un second rôle pour Patricia Arquette
- National Society of Film Critics Awards 2015 :
  - Meilleur réalisateur pour Richard Linklater (1re place)
  - Meilleure actrice dans un second rôle pour Patricia Arquette (1re place)
  - Meilleur film (2e place)
- Vancouver Film Critics Circle Awards 2015 :
  - Meilleur film
  - Meilleure actrice dans un second rôle pour Patricia Arquette
- Screen Actors Guild Awards 2015 : Meilleure actrice dans un second rôle pour Patricia Arquette

### Nominations
- Gotham Awards 2014 :
  - Meilleur film
  - Meilleur acteur pour Ethan Hawke
  - Meilleure actrice pour Patricia Arquette
  - Meilleur espoir pour Ellar Coltrane
- Toronto Film Critics Association Awards 2014 : meilleur scénario pour Richard Linklater

- British Academy Film Awards 2015 :
  - Meilleur acteur dans un second rôle pour Ethan Hawke
  - Meilleur scénario original pour Richard Linklater
- Critics' Choice Movie Awards 2015 :
  - Meilleur acteur dans un second rôle pour Ethan Hawke
  - Meilleure distribution
  - Meilleur scénario original pour Richard Linklater
  - Meilleur montage pour Sandra Adair
- Directors Guild of America Awards 2015 : meilleur réalisateur de film pour Richard Linklater
- Film Independent's Spirit Awards 2015 :
  - Meilleur film
  - Meilleur réalisateur pour Richard Linklater
  - Meilleur acteur dans un second rôle pour Ethan Hawke
  - Meilleure actrice dans un second rôle pour Patricia Arquette
  - Meilleur montage pour Sandra Adair
- Golden Globes 2015 :
  - Meilleur acteur dans un second rôle pour Ethan Hawke
  - Meilleur scénario pour Richard Linklater
- Oscars du cinéma 2015 :
  - Meilleur film
  - Meilleur réalisateur pour Richard Linklater
  - Meilleur acteur dans un second rôle pour Ethan Hawke
  - Meilleur scénario original pour Richard Linklater
  - Meilleur montage pour Sandra Adair
- Satellite Awards 2015 :
  - Meilleur film
  - Meilleur réalisateur pour Richard Linklater
  - Meilleur acteur dans un second rôle pour Ethan Hawke
  - Meilleure actrice dans un second rôle pour Patricia Arquette
  - Meilleur scénario original pour Richard Linklater
  - Meilleur montage pour Sandra Adair
  - Meilleure chanson originale pour Split the Difference
- Screen Actors Guild Awards 2015 :
  - Meilleur acteur dans un second rôle pour Ethan Hawke
  - Meilleure distribution
- Vancouver Film Critics Circle Awards 2015 :
  - Meilleur réalisateur pour Richard Linklater
  - Meilleur scénario pour Richard Linklater
- Writers Guild of America Awards 2015 : meilleur scénario original de film pour Richard Linklater
- Césars 2015 : Meilleur film étranger

## Postérité
Enfantin (Barthood, en version originale), le neuvième épisode de la vingt-septième saison de la série télévisée Les Simpson, diffusé pour la première fois le 13 décembre 2015, en tant qu'épisode de Noël, est entièrement consacré à une variation sur le thème du film Boyhood. Dans cet épisode hors du commun, de nombreuses révélations sont faites (ou reprises d'épisodes précédents) sur les principaux personnages des Simpson.